# チップとデールの大作戦 (コンピュータゲーム)
『チップとデールの大作戦』(英語: Chip 'n Dale Rescue Rangers)は、同名ディズニーアニメシリーズ『チップとデールの大作戦』を基盤にカプコンによって開発・出版されたプラットフォーム・ゲームである。当初、ファミリーコンピュータ（NES:Nintendo Entertainment System）用として1990年に日本および北アメリカで販売され、ヨーロッパでは翌年に任天堂プレイチョイス-10のプロットアーケードシステムとして発売された。売り上げは世界中で約120万本であった。
2017年4月18日にマイクロソフトウインドウズ 、PlayStation 4、Xbox One用に海外で発売された、90年代にファミリーコンピュータ（NES）でリリースされたディズニーゲーム6本を収録したコレクションタイトル『The Disney Afternoon Collection』に収録されている。

## ゲーム構成
『チップとデールの大作戦』は１～２人で協力し、プレイヤーが街中の様々な場所の地図によって町へアクセスするためのステージを選ぶことができる形態のプラットフォーム・ゲームである。それぞれのステージはチップとデールが歩く、跳ぶ、潜る、そして敵、ボスに投げつけるための団栗、木箱、たるやボールを拾いあげることができる横スクロールの動きで構成されている。 それぞれのキャラクターはライフを失う前、3回のみ直接障害物に衝突してもプレイヤーは持ちこたえることができる。パスワードはない。 2人で遊ぶとき、コントローラー１はチップ、コントローラー２はデールを操作する。そのほかのレスキューレンジャーと称されるキャラクターたちもチップとデールを支えるために現れる。モンテリージャックは時々特定の壁を壊すために現れる一方、ジッパーを見つけるとプレイヤーは一時的に無敵になれる。ガジェットはファットキャットの囚われの身なのにもかかわらず、ヒントをくれてそれぞれの段階でシマリスたちに忠告をしてくれる。

## ストーリー構成
レスキューレンジャーは少女にマンディーと名付けられた行方不明の猫を取り戻すという指令を実行する。ガジェットがエリアを探し回り続け、モンテリージャックがジッパーと不思議な機械の犬の目撃調査に派遣されると、チップとデールは町中や研究所の中の調査を進め、そしてそこで彼らは奇妙なロボットによって攻撃される。ロボットたちを負かした後、ファットキャットが表れて『マンデーの子猫』は注意を逸らすためのおとりにすぎず、ガジェットを誘拐し、彼の仕事を強制的にやらせていると明らかにした。幸運なことにガジェットはチップとデールと無線電話で連絡を取ることと、彼らの伝書鳩を介して地図を送り、危険な状況を避けられるよう誘導することが可能であり、これらを通してチップとデールは彼女が拘束されているファットキャットカジノにたどり着くことができる。ガジェットを救出した後彼女はチップとデールたちにロケットを与えファットキャットの隠れ家に彼らを送り、ファットキャットをやっつけるという結末である。

## 開発
『チップとデール』の大作戦は1989年以降に発行された『わんぱくダック夢冒険』やそれに次ぐカプコンディズニーゲームは任天堂のために開発されたゲ―ムである。『ロックマン2』や『魔界村』のような様々な作品のゲームに携わった藤原徳郎によって開発された。当時のディズニーゲ―ムプロデューサーのダーリン・レイシーによると、この作品は開発期間中のごくわずかな変更のみで会社の家族向けの基本理論を満たすようにした「最もトラブルの少ない」カプコンプロジェクトの1つであった。日本版とヨーロッパ版では北米のオープニングカットで発売された版のごくわずかなグラフィックの不具合がいくつか修正された。そして、かつてプレーヤーが次の命（ライフ）を得るためには花や星を現在発売されている物の半分集めることだけが要求されていたということがプライベートコレクターから漏れた試作品カートリッジより明らかになった。けれども、北アメリカの取扱説明書のオリジナルの取り扱い説明書には依然として間違って半分の量が記載されている。

## 評価
チップとデールの大作戦は世界中で約120万本を販売し、任天堂ではカプコンにおいて4番目の売れ行きという業績になった。北アメリカ販売時には主に肯定的な反応を受けたと報じられており、レクトロニック・ゲーミング・マンスリーは「以前の任天堂エンターテイメントシステムのためのディズニーの出版物のように、このカプコンゲームは若者とお年寄りの両プレーヤーにとって最高のグラフィックとゲームプレイを提供する」と評価し、表題のツープレイヤー選択と「漫画」の視覚化の面で称賛されている。 ある雑誌はこの作品の難度不足を批判し「他のディズニーゲーム同のように、カプコンは優れたアニメをとても簡単な難易度で作ることによって傷つけた。」「瞬時に終わる素晴らしいパッケージ」と言われている。　対照的にヨーロッパの『ミーン・マシーン』誌は「難しくて楽しめる」と題し「『チップとデールの大作戦』は他の任天堂エンターテイメントシステムのプラットフォーム・ゲームよりもゲームプレイの速さと課題の難度が卓越している」と評価している。このゲームは  ペアレンツ・チョイス財団のペアレンツチョイスアワード 、ビデオゲーム部門を1990年11月に受賞した。
雑誌Nintendo Powerは任天堂システムのために発売された最も優れたゲーム100選の1997年版で『チップとデールの大作戦』を79位にランク付けした。「カプコンはプレイコントロールとグラフィックにおいて、高い期待に応えた」との記載がある。  2009年IGNのウェブサイトの最高の任天堂エンターテイメントシステムのゲーム100選でこのゲームは史上最高の71 位にランクインし、編集者はこの作品はカプコンの以前の作品『わんぱくダック夢冒険』よりも直線的な構成になっていると述べているにもかかわらず、「中毒性のあるプラットフォーマーゲームの傑作だ」と述べている。 その年、ゲームズレーダーはこのゲームを最も優れたディズニーゲーム7選の6位にランクインし、『チップとデールの大作戦』のゲーム原作が公開されてから20年近く経つが、いまだに遊ぶ価値があると述べられている。
ゲーム誌『ファミコン通信』のクロスレビューでは合計28点（満40点）、『ファミリーコンピュータMagazine』の読者投票による「ゲーム通信簿」での評価は以下の通りとなっており、19.46点（満30点）となっている。同雑誌1991年5月10日号特別付録「ファミコンロムカセット オールカタログ」では、「2人同時プレイが可能で、操作性もバツグンだぞ」と紹介されている。
| 項目 | キャラクタ | 音楽 | 操作性 | 熱中度 | お買得度 | オリジナリティ | 総合  |
| 得点 | 3.74       | 3.13 | 3.28   | 3.20   | 3.11     | 3.00           | 19.46 |

## 続編
カプコンはこのゲームの続編として1993年12月に『チップとデールの大作戦2』を公開、 これはまたファミリーコンピュータ（NES）向けに作られた。 この作品も1作目と同じようなグラフィックとゲームプレイをしている。同様に追加の動機づけとして2人のプレーヤーだけが遊ぶことのできるミニゲームやパートナーを武器とし投げる能力のような協力プレイが追加された。